# لنغة بيز (مشكين شهر)
لنغة بيز هي قرية في مقاطعة مشكين شهر، إيران. عدد سكان هذه القرية هو 102 في سنة 2006.